# پائولا پاریسوت
پائولا پاریسوت (زادهٔ ۱۹۷۸) هنرمند و نویسنده برزیلی است. پاریسوت در ریودوژانیرو به دنیا آمد و در دانشگاه کاتولیک پاپی ریودوژانیرو در رشته طراحی صنعتی تحصیل کرد و سپس به نیو اسکول در شهر نیویورک نقل مکان کرد و در آنجا مدرک کارشناسی ارشد را در هنرهای زیبا گرفت.

## آثار
- ۲۰۰۷ (ترانس. بانوی تنهایی، ۲۰۱۶ مطبوعات بایگانی دالکی)
- گونزوس و پارافوسوس، ۲۰۱۰
- پارتیر، ۲۰۱۳
- اختراع واقعیت، ۲۰۱۳

## تلویزیون
- جدول کلمات متقاطع - آمریکا وارونه، 2018 (ARTE1)
- متقاطع متقاطع - آمریکا زنانه، 2019 (ARTE1)

## دوسالانه‌ها
- دوسالانه دو مرکوسول ۲۰۲۰
- 2021 Bienal Sur